# VG247
VG247 ist ein Online-Videospielmagazin, das sich auf aktuelle Nachrichten, Berichte, Rezensionen und Artikel rund um die Videospielindustrie konzentriert. Die Website wurde 2008 gegründet und ist in englischer Sprache verfügbar. Sie gehört zu Gamer Network, einem Tochterunternehmen von ReedPop, und bietet täglich aktuelle Informationen und Meinungen zu Videospielen, Plattformen und Technologien.

## Geschichte
VG247 wurde 2008 von Patrick Garratt gegründet. Die Redaktion hat ihren Sitz formal im Vereinigten Königreich und verfügt über ein weltweites Team von erfahrenen Videospieljournalisten, die regelmäßig über Ereignisse und Entwicklungen in der Videospielindustrie berichten. Seit ihrer Gründung hat VG247 zahlreiche Auszeichnungen und Anerkennungen in der Videospielbranche erhalten und wird von Millionen von Videospielfans auf der ganzen Welt besucht.
| Datum   | Unique Visitors | Seitenaufrufe | Quelle |
| ------- | --------------- | ------------- | ------ |
| 2012-09 | > 1,1 Mio.      | > 3 Mio.      | [ 1 ]  |
| 2014-10 | > 4 Mio.        | > 9,2 Mio.    | [ 2 ]  |
| 2015-11 | 7,9 Mio.        | 18,2 Mio.     | [ 3 ]  |

Im Mai 2024 wurde VG247 von IGN übernommen.

## Inhalt
VG247 bietet eine Vielzahl von Inhalten rund um die Videospielindustrie. Dazu gehören aktuelle Nachrichten über Spieleentwicklungen, Veröffentlichungen, Updates und Ankündigungen. Die Website veröffentlicht auch umfassende Berichte über Spieletests, Meinungsartikel und Interviews mit Spieleentwicklern und anderen Persönlichkeiten der Branche.
Zu den wichtigsten Inhalten von VG247 gehören:
- Videospielnachrichten: Tägliche Berichte über aktuelle Entwicklungen in der Videospielbranche, einschließlich neuer Veröffentlichungen, Gerüchte, Updates und Ereignisse.
- Rezensionen: Kritische Bewertungen und Bewertungen von Videospielen, um den Lesern bei der Entscheidung zu helfen, welche Spiele sie spielen möchten.
- Funktionen: Tiefgehende Berichte und Artikel über verschiedene Aspekte der Videospielindustrie, von Hintergrundgeschichten über Entwicklerinterviews bis hin zu Trends und Analysen.
- Meinungen: Meinungsartikel und Kolumnen, in denen Redakteure und Autoren ihre Ansichten und Standpunkte zu aktuellen Themen und Entwicklungen in der Videospielbranche teilen.

Mit Schließung der Spielewebsite USGamer wurden Teile derer Inhalte in VG247 übernommen.

## Auszeichnungen
VG247 wurde 2008 und 2009 zweimal für die Kategorien „Beste Website“ und „Bester Online-Blog“ bei den Games Media Awards nominiert. Obwohl es 2008 keinen der beiden Preise gewann, wurde es 2009 als „Bester Online-Blog“ ausgezeichnet und Garratt erhielt den Preis als „Bester Fachautor für Online-Inhalte“. Garratt wurde 2009 mit drei Games Media Legend Awards ausgezeichnet.
Die Website wurde 2010 erneut für den Award „Bester Online-Blog“ bei den Games Media Awards nominiert, verlor jedoch gegen das Schwestermagazin Rock Paper Shotgun. Bei den Games Media Awards 2011 wurde die Website erneut für den Award „Bester Online-Blog“ nominiert.